# Albert Johnson (calciatore)
Albert Stevenson Johnson (Galt, 17 aprile 1880 – Galt, 6 gennaio 1941) è stato un calciatore canadese, di ruolo centrocampista.
Di professione macchinista, Johnson fece parte della squadra del Galt che conquistò la medaglia d'oro nel torneo di calcio dei Giochi della III Olimpiade. Con il Galt vinse per due volte l'Ontario Cup: 1902 e 1903.